# San Marino Stadium
San Marino Stadium (tidigare Stadio Olimpico Serravalle) i Serravalle är den största fotbollsstadion i San Marino och är hemmaplan till San Marino Calcio och San Marino.
Arenan färdigställdes 1969 och kallas "Olimpico" med anledning av de första Games of the Small States of Europe sponsrat av IOK.
Olympiastadion är belägen nära gränsen till Italien och har en total kapacitet på 7 000 sittplatser, är nästan helt täckt och delas i två gallerier ordnade längs sidorna av planen (105 x 65 meter), som åtskiljs av löparbanorna.
Ena sidan skadades svårt under hösten 2003 på grund av dåligt väder.